# Wäinö Aaltonen

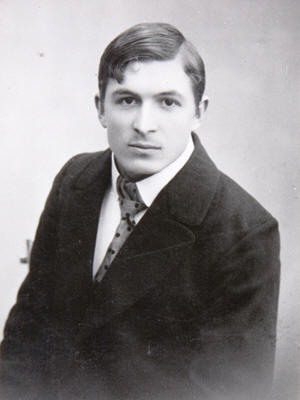
Wäinö Aaltonen

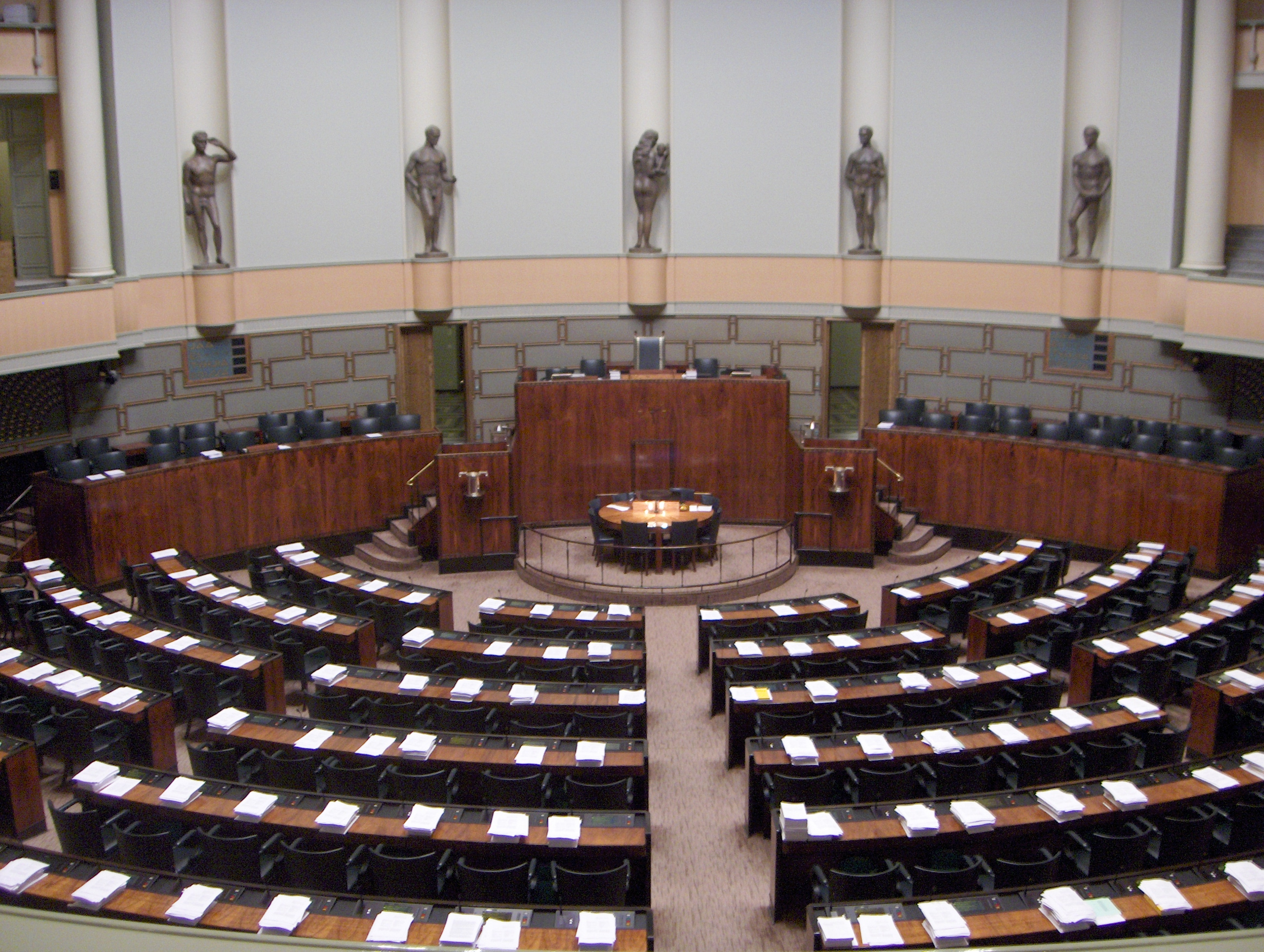
Finnisches Parlament

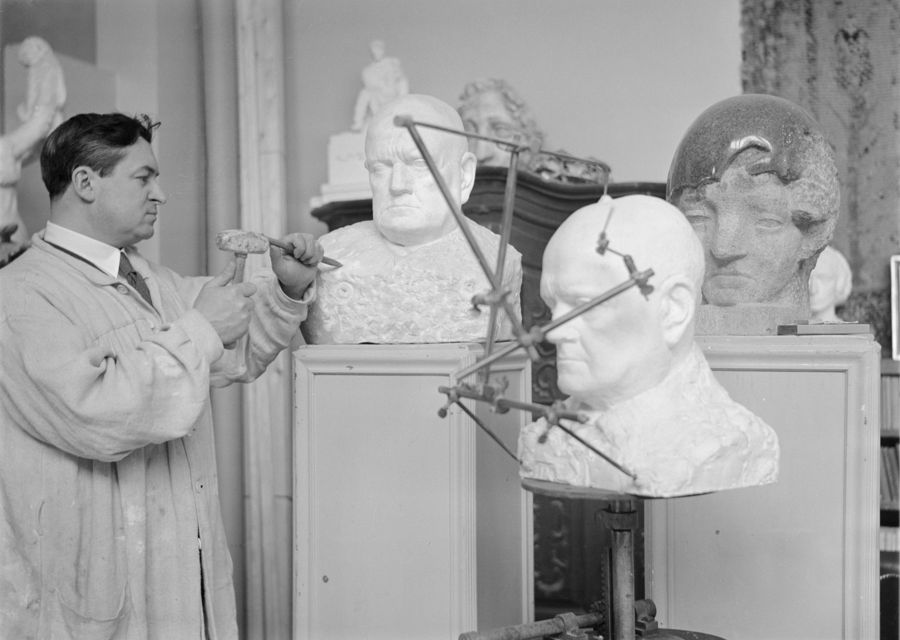
Bei der Arbeit an einer Büste von Jean Sibelius, 1938

Wäinö Waldemar Aaltonen, auch Väinö Waldemar Aaltonen [ˈvæi̯nœ ˈɑːltɔnɛn] (* 8. März 1894 in Marttila; † 30. Mai 1966 in Helsinki) war ein finnischer Bildhauer. Er schuf vor allem Denkmäler und Porträtbüsten, aber auch Reliefs, Medaillen, Landschaftszeichnungen und Ölbilder.

## Leben und Werk
Wäinö Waldemar Aaltonen war der Sohn eines Dorfschneiders und einer Frau bäuerlicher Abstammung. Bereits als vierjähriges Kind wurde er dauerhaft taub. Er studierte von 1910 bis 1915 Zeichnen und Malen beim finnischen Landschaftsmaler Victor Westerholm an einer Kunstschule in Turku. Danach brachte er sich die Fertigkeiten auf dem Gebiet der Bildhauerei, auf dem er besonderes Talent entwickeln sollte, autodidaktisch bei und arbeitete in der Folge besonders mit Granit, daneben aber auch mit Marmor, Bronze, Gips und Holz. Seine frühen Skulpturen präsentierte er 1916 auf einer Ausstellung in Turku. Er bekam ab nun verschiedene Stipendien und hielt 1918 eine Ausstellung seiner Werke in Helsinki ab, wohin er im Vorjahr umgezogen war. Als bedeutendes Frühwerk schuf er den Granitknaben (1917–20), der sich im Kunstmuseum Ateneum in Helsinki befindet.
Mehrere ausgedehnte Studienreisen unternahm Aaltonen in verschiedene europäische Länder, zuerst 1923 nach Italien. Besonders bekannt wurde dann seine 1924 gefertigte Bronzestatue des finnischen Leichtathleten Paavo Nurmi, von der eine Ausfertigung vor dem Olympiastadion in Helsinki, eine andere in Turku steht. Im Folgejahr 1925 bereiste er zu Studienzwecken Frankreich und England. In der zweiten Hälfte der 1920er Jahre empfing er bei seinem künstlerischen Schaffen auch Anregungen durch den Kubismus, die sich etwa in dem 1928 geschaffenen Werk „Der Tänzer“ (Aaltonen-Museum, Turku) zeigen. In demselben Zeitraum studierte er Plastiken aus der Antike und der Renaissance und stellte vergoldete Holzskulpturen her, etwa 1925 den im Ateneum-Museum in Helsinki ausgestellten „Mädchenkopf“.
Der Stil von Aaltonens Hauptwerk ist geprägt von der Vereinfachung der Formen und einem gewissen Hang zur Monumentalität. Seinen Ruf als führender Bildhauer Finnlands der Zwischenkriegszeit, der sich auch internationaler Bekanntheit erfreute, erwarb er durch seine Denkmäler von Soldaten, bedeutenden finnischen Persönlichkeiten sowie Verkörperungen von Ideen der Unabhängigkeit der 1917 gegründeten finnischen Republik. So schuf er für den finnischen Schriftsteller Aleksis Kivi Denkmäler in Tampere (1926–27) und Helsinki (Ateneum-Museum, 1932–34) und für den Senatssaal des Reichstagsgebäudes 1930–32 fünf Statuen. Des Weiteren errichtete er 1929–30 in Reposaari ein als „Der Sturm“ betiteltes Denkmal für die Opfer eines U-Boot-Untergangs. Sein 1938–40 entstandenes, in der Universität Helsinki aufgestelltes Marmorrelief „Freiheitsgöttin bekränzt die Jugend“ wurde 1944 bei einem Luftangriff zerstört. Ein weiteres bekanntes Werk ist sein Denkmal der finnischen Siedler in Delaware (1938).
Nach dem Zweiten Weltkrieg unternahm Aaltonen 1952 eine Studienreise durch die Vereinigten Staaten und stellte u. a. das Grabdenkmal für den finnischen Feldmarschall und Präsidenten Gustaf Mannerheim (1953) auf dem Militärfriedhof von Hietaniemi, zahlreiche Kriegerdenkmäler (etwa 1954 in Rovaniemi) sowie eine überlebensgroße Büste von Johannes Gutenberg (1962) her, die in Mainz zu besichtigen ist.
Von weiteren Werken Aaltonens sind das im Konstmuseum in Göteborg (Schweden) ausgestellte Porträt des Nationalkomponisten Jean Sibelius und die Statue des finnischen Komponisten und Dirigenten Toivo Kuula in Vaasa hervorzuheben. Er konnte zahlreiche Preise wie etwa den Grand Prix bei der Pariser Weltausstellung 1937 einheimsen, war Mitglied bzw. Ehrenmitglied vieler Verbände und Akademien und erhielt u. a. den Orden der Légion d’honneur. Außerdem war er Ehrendoktor der Universitäten Lund (1941) und Helsinki (1950).
Matti Aaltonen, ein Sohn des 1966 verstorbenen Künstlers, entwarf zum Andenken an seinen Vater das 1967 eröffnete Wäinö-Aaltonen-Museum in Turku. Dieses bietet interessierten Besuchern Einblicke in Leben und Werk des finnischen Bildhauers.